# Gerrit Jannink
Gerrit Jan Arnold Jannink (Enschede, 1º dicembre 1904 – Ross-on-Wye, 7 marzo 1975) è stato un hockeista su prato olandese.

## Palmarès

### Olimpiadi
- 1 medaglia:
  - 1 argento (Amsterdam 1928)